# Ghosts I-IV
A Ghosts I-IV (HALO 26) a Nine Inch Nails hatodik stúdiólemeze, mely 2008. március 2-án jelent meg. Az album összesen 36 instrumentális szerzeményt tartalmaz, melyeket 2007 őszén vettek fel, összesen tíz hét alatt. A számok négy kilences csoportba oszthatók, érdekességük, hogy egyiknek sincs igazi címe, csupán a sorszámukkal, és a csoportjuk sorszámával vannak jelölve. Minden egyes számhoz külön grafika tartozik, melyek megtalálhatóak az albumhoz mellékelt 40 oldalas PDF dokumentumban is. A Ghost-kiadványt Creative Commons Attribution-Noncommercial-Share Alike 3.0 licenc alatt adták ki, így az ingyenesen meghallgatható a hivatalos honlapról. A Ghosts I-et ingyenesen le lehet tölteni torrentként vagy a zenekar honlapjáról, illetve a teljes mű letölthető 5 dollárért, melyhez már a PDF artwork is jár. Ezen felül megrendelhető 3 különböző formátumban is.

## Számlista
Minden szám Trent Reznor és Atticus Ross szerzeménye, kivétel, ahol jelezve van.

### Ghosts I
1. "1 Ghosts I" – 2:48
2. "2 Ghosts I" – 3:16
3. "3 Ghosts I" – 3:51
4. "4 Ghosts I" – 2:13 (Alessandro Cortini, Reznor, Ross)
5. "5 Ghosts I" – 2:51
6. "6 Ghosts I" – 4:18
7. "7 Ghosts I" – 2:00
8. "8 Ghosts I" – 2:56
9. "9 Ghosts I" – 2:47

### Ghosts II
1. "10 Ghosts II" – 2:42
2. "11 Ghosts II" – 2:17 (Reznor, Ross, Cortini)
3. "12 Ghosts II" – 2:17
4. "13 Ghosts II" – 3:13
5. "14 Ghosts II" – 3:05
6. "15 Ghosts II" – 1:53
7. "16 Ghosts II" – 2:30
8. "17 Ghosts II" – 2:13 (Cortini, Reznor, Ross)
9. "18 Ghosts II" – 5:22

### Ghosts III
1. "19 Ghosts III" – 2:11 (Reznor, Ross, Cortini, Brian Viglione)
2. "20 Ghosts III" – 3:39
3. "21 Ghosts III" – 2:54
4. "22 Ghosts III" – 2:31 (Reznor, Ross, Cortini, Viglione)
5. "23 Ghosts III" – 2:43
6. "24 Ghosts III" – 2:39
7. "25 Ghosts III" – 1:58 (Reznor, Ross, Adrian Belew)
8. "26 Ghosts III" – 2:25
9. "27 Ghosts III" – 2:51 (Reznor, Ross, Belew)

### Ghosts IV
1. "28 Ghosts IV" – 5:22
2. "29 Ghosts IV" – 2:54 (Reznor, Ross, Cortini)
3. "30 Ghosts IV" – 2:58
4. "31 Ghosts IV" – 2:25
5. "32 Ghosts IV" – 4:25
6. "33 Ghosts IV" – 4:01 (Reznor, Ross, Cortini)
7. "34 Ghosts IV" – 5:52
8. "35 Ghosts IV" – 3:29
9. "36 Ghosts IV" – 2:19

## Kiadások
A Ghosts I–IV elsőként online került kiadásra 2008. március 2-án a Nine Inch Nails hivatalos honlapján, bármilyen előzetes beharangozás, vagy reklám nélkül. Az együttes honlapján néhány héttel a megjelenés előtt lehetett már olvasni, hogy készülnek valamire, de nem árultak el semmilyen részletet a meglepetésről, a találgatást a rajongókra bízták. A ténylegesen kézzel fogható formátumok április 8-án jelentek meg, dupla nagylemezes, illetve 4 középlemezes formátumokban.

### Formátumok
- Ghosts I

Ingyenesen letölthető az első kilenc számot tartalmazó Ghosts I több bitTorrent hálózatról is. A hivatalos oldalon a The Pirate Bay tracker linkje jelent meg.
- Digitális kiadás

Letölthető a teljes mű 5 dolláros áron, beleértve a magas bitrátával (320kb/s) tömörített mp3 fájlokat, FLAC, valamint Apple Lossless formátumú fájlokat.
- Két lemezes kiadás (Halo 26 CD)

10 dolláros áron rendelhető meg a két CD-t, és egy 16 oldalas bookletet tartalmazó csomag.
- Deluxe Edition (Halo 26 DE)

Tartalmazza a két lemezt, illetve egy DVD-t, melyen sávonként megtalálható a teljes hanganyag, így lehetővé téve egy megfelelő audio szerkesztő szoftverrel a remixek készítését. Ezen felül a csomag része még egy 48 oldalas keménykötésű könyv, mely fotókat tartalmaz, valamint egy Blu-ray disc magas minőségű, 96 kHz / 24 bites sztereo hangzással. A csomag ára 75 dollár.
- Ultra-Deluxe Limited Edition (Halo 26 LE)

300 dollárért tartalmazza a teljes Deluxe Edition csomag tartalmát, valamint 4LP bakelitet, két darab exkluzív kiadású Giclée nyomatot. Az Ultra-Deluxe csomag mindössze 2500 számozott példányban került forgalomba, mindegyik Trent Reznor aláírásával. Az erre a csomagra felvett előrendeléseknek köszönhetően órák alatt elfogyott mind a 2500 példány.

## Közreműködők
- Trent Reznor
- Atticus Ross – programozás, keverés
- Alan Moulder – keverés
- Alessandro Cortini – gitár (4, 11, 17, 20, 24, 28), basszusgitár (4), dulcimer (22), effektek (19, 22, 29, 33)
- Adrian Belew – gitár (3, 4, 7, 10-11, 14, 16, 21, 25, 27, 31-32, 35), effektek (25), marimba (30)
- Brian Viglione – dobok (19, 22)
- Tom Baker – maszterelés
- Rob Sheridan – művészeti vezető, fotók és vizuális elemek
- Artist in Residence – művészeti vezető, fotók és vizuális elemek[10]
- Phillip Graybill – fotók
- Tamar Levine – fotók

## Külső hivatkozások
- Hivatalos honlap
- Ghosts I. torrent letöltése